# Baintha Brakk
Baintha Brakk (The Ogre) – najwyższy szczyt pasma Panmah Muztagh w górach Karakorum. Jest to 99 szczyt Ziemi.
Góra wyjątkowo trudno dostępna i trudna technicznie. Południowa ściana ma wysokość 3000 metrów. Zdobyta po raz pierwszy przez wyprawę brytyjską w 1977 (Chris Bonington i Doug Scott). Powrót zdobywców z wierzchołka miał wyjątkowo dramatyczny przebieg. Na skutek upadków Douglas Scott złamał obie nogi w kostkach a Chris Bonington dwa żebra. Na dodatek nastąpiło długotrwałe załamanie pogody. Powrót do bazy zajął osiem dni, z powodu wyczerpania się zapasów żywności alpiniści ostatnie pięć dni spędzili bez posiłku.